# Europese kampioenschappen veldlopen 2019
De 26e editie van de Europese kampioenschappen veldlopen vond op 8 december 2019 plaats in de Portugese plaats Lissabon.

## Uitslagen

### Mannen Senioren
| Plaats | Atleet               | Land                | Tijd (min.s) |
| ------ | -------------------- | ------------------- | ------------ |
|        | Robel Fsiha          | Zweden              | 29.59        |
|        | Aras Kaya            | Turkije             | 30.10        |
|        | Yemaneberhan Crippa  | Italië              | 30.21        |
| 4      | Julien Wanders       | Zwitserland         | 30.25        |
| 5      | Andrew Butchart      | Verenigd Koninkrijk | 30.38        |
| 6      | Samuel Fitwi Sibhatu | Duitsland           | 30.39        |
| 7      | Soufiane Bouchikhi   | België              | 30.41        |
| 8      | Isaac Kimeli         | België              | 30.46        |
| 9      | Ben Connor           | Verenigd Koninkrijk | 30.47        |
| 10     | Jonas Raess          | Zwitserland         | 30.53        |
| ..     |                      |                     |              |
| 23     | Lahsene Bouchikhi    | België              | 31.24        |
| 24     | Michael Somers       | België              | 31.25        |
| 30     | Stan Niesten         | Nederland           | 31.34        |
| 33     | Mike Foppen          | Nederland           | 31.40        |

| Plaats | Land                                                          | Punten            |
| ------ | ------------------------------------------------------------- | ----------------- |
|        | Verenigd Koninkrijk Andrew Butchart Ben Connor Kristian Jones | 5 + 9 + 22 = 36   |
|        | België Soufiane Bouchikhi Isaac Kimeli Lahsene Bouchikhi      | 7 + 8 + 23 = 38   |
|        | Spanje Antonio Abadia Carlos Mayo Fernando Carro              | 11 + 14 + 20 = 45 |

### Vrouwen Senioren
| Plaats | Atleet                    | Land                | Tijd (min.s) |
| ------ | ------------------------- | ------------------- | ------------ |
|        | Yasemin Can               | Turkije             | 26.52        |
|        | Karoline Bjerkeli Grøvdal | Noorwegen           | 27.07        |
|        | Samrawit Mengsteab        | Zweden              | 27.43        |
| 4      | Fionnuala McCormack       | Ierland             | 27.45        |
| 5      | Liv Westphal              | Frankrijk           | 28.02        |
| 6      | Jessica Judd              | Verenigd Koninkrijk | 28.05        |
| 7      | Charlotte Arter           | Verenigd Koninkrijk | 28.07        |
| 8      | Dulce Felix               | Portugal            | 28.09        |
| 9      | Elena Burkard             | Duitsland           | 28.10        |
| 10     | Carla Salomé Rocha        | Portugal            | 28.13        |

| Plaats | Land                                                            | Punten           |
| ------ | --------------------------------------------------------------- | ---------------- |
|        | Verenigd Koninkrijk Jessica Judd Charlotte Arter Abbie Donnelly | 6 + 7 + 13 = 26  |
|        | Ierland Fionnuala McCormack Aoibhe Richardson Ciara Mageean     | 4 + 17 + 20 = 41 |
|        | Portugal Dulce Felix Carla Salomé Rocha Susana Francisco        | 8 + 10 + 25 = 43 |

### Senioren gemixt
| Plaats | Land                                                                              | Tijd  |
| ------ | --------------------------------------------------------------------------------- | ----- |
|        | Verenigd Koninkrijk Sarah McDonald James McMurray Alexandra Bell Jonny Davies     | 17.55 |
|        | Wit-Rusland Katsiaryna Karneyenka Artsiom Kalachou Volha Nemahai Siarhei Platonau | 18.01 |
|        | Frankrijk Aurore Fleury Yani Khelaf Sandra Beuviere Alexis Miellet                | 18.05 |

### Mannen onder 23
| Plaats | Atleet                    | Land                | Tijd (min.s) |
| ------ | ------------------------- | ------------------- | ------------ |
|        | Jimmy Gressier            | Frankrijk           | 24.17        |
|        | Elzan Bibic               | Servië              | 24.25        |
|        | Abdessamad Oukhelfen      | Spanje              | 24.34        |
| 4      | Tadesse Getahon           | Israël              | 24.50        |
| 5      | Yohanes Chiappinelli      | Italië              | 24.51        |
| 6      | Fabien Palcau             | Frankrijk           | 24.52        |
| 7      | Jacopo De Marchi          | Italië              | 24.55        |
| 8      | Mahamed Mahamed           | Verenigd Koninkrijk | 24.56        |
| 9      | Oussama Lonneux           | België              | 24.57        |
| 10     | Mohamed-Amine El Bouajaji | Frankrijk           | 24.57        |
| ..     |                           |                     |              |
| 21     | Guillaume Grimard         | België              | 25.21        |
| 24     | John Heymans              | België              | 25.30        |
| 50     | Clement Deflandre         | België              | 26,06        |
| 59     | Lucas Da Silva            | België              | 26.28        |

| Plaats | Land                                                              | Punten            |
| ------ | ----------------------------------------------------------------- | ----------------- |
|        | Frankrijk Jimmy Gressier Fabien Palcau Mohamed-Aminen El Bouajaji | 1 + 6 + 10 = 17   |
|        | Italië Yohanes Chiappinelli Jacopo De Marchi Sebastiano Parolini  | 5 + 7 + 17 = 29   |
|        | Duitsland Davor Aaron Bienenfeld Markus Görger Mohamed Mohumed    | 14 + 15 + 16 = 45 |

### Vrouwen onder 23
| Plaats | Atleet             | Land                | Tijd (min.s) |
| ------ | ------------------ | ------------------- | ------------ |
|        | Anna Emilie Møller | Denemarken          | 20.30        |
|        | Jasmijn Lau        | Nederland           | 21.09        |
|        | Stephanie Cotter   | Ierland             | 21.15        |
| 4      | Jasmijn Bakker     | Nederland           | 21.21        |
| 5      | Federica Zanne     | Italië              | 21.24        |
| 6      | Aneta Chlebikova   | Tsjechië            | 21.25        |
| 7      | Bronwen Owen       | Verenigd Koninkrijk | 21.35        |
| 8      | Lisa Tertsch       | Duitsland           | 21.41        |
| 9      | Eilish Flanagan    | Ierland             | 21.47        |
| 10     | Cristina Ruiz      | Spanje              | 21.51        |
| ..     |                    |                     |              |
| 11     | Diane van Es       | Nederland           | 21.53        |
| 50     | Laura Swannet      | België              | 23.29        |
| DNF    | Famke Heinst       | Nederland           | -            |

| Plaats | Land                                                     | Punten           |
| ------ | -------------------------------------------------------- | ---------------- |
|        | Nederland Jasmijn Lau Jasmijn Bakker Diane van Es        | 2 + 4 + 11 = 17  |
|        | Ierland Stephanie Cotter Eilish Flanagan Roisin Flanagan | 3 + 9 + 17 = 29  |
|        | Verenigd Koninkrijk Bronwen Owen Amelia Quirk Poppy Tank | 7 + 15 + 18 = 40 |

### Mannen onder 20
| Plaats | Atleet             | Land                | Tijd (min.s) |
| ------ | ------------------ | ------------------- | ------------ |
|        | Jakob Ingebrigtsen | Noorwegen           | 18.20        |
|        | Ayetullah Aslanhan | Turkije             | 18.58        |
|        | Efrem Gidey        | Ierland             | 19.01        |
| 4      | Etson Barros       | Portugal            | 19.05        |
| 5      | Charles Hicks      | Verenigd Koninkrijk | 19.05        |
| 6      | Dereje Chekole     | Israël              | 19.05        |
| 7      | Omar Nuur          | Zweden              | 19.18        |
| 8      | Håkon Stavik       | Noorwegen           | 19.18        |
| 9      | Matthew Willis     | Verenigd Koninkrijk | 19.19        |
| 10     | Flavien Szot       | Frankrijk           | 19.20        |
| ..     |                    |                     |              |
| 27     | Illian Martens     | Nederland           | 19.33        |
| 36     | Ward Leunckens     | België              | 19.40        |
| 42     | Simon Meganck      | België              | 19.44        |
| 43     | Tim Verbaandert    | Nederland           | 19.47        |
| 48     | Tim Van de Velde   | België              | 19.58        |
| 58     | Ruben Verheyden    | België              | 20.05        |
| 61     | Ryan Oosting       | Nederland           | 20.09        |
| 68     | Job IJtsma         | Nederland           | 20.18        |

| Plaats | Land                                                              | Punten           |
| ------ | ----------------------------------------------------------------- | ---------------- |
|        | Verenigd Koninkrijk Charles Hicks Matthew Willis Zakariya Mahamed | 5 + 9 + 11 = 25  |
|        | Noorwegen Jakob Ingebrigtsen Håkon Stavik Ibrahim Buras           | 1 + 8 + 29 = 38  |
|        | Portugal Etson Barros Duarte Gomes Miguel Moreira                 | 4 + 14 + 21 = 39 |

### Vrouwen onder 20
| Plaats | Atleet            | Land                | Tijd (min.s) |
| ------ | ----------------- | ------------------- | ------------ |
|        | Nadia Battocletti | Italië              | 13.58        |
|        | Klara Lukan       | Slovenië            | 14.01        |
|        | Mariana Machado   | Portugal            | 14.10        |
| 4      | Delia Sclabas     | Zwitserland         | 14.22        |
| 5      | Zofia Dudek       | Polen               | 14.22        |
| 6      | Izzy Fry          | Verenigd Koninkrijk | 14.33        |
| 7      | Gréta Varga       | Hongarije           | 14.34        |
| 8      | Sibylle Häring    | Zwitserland         | 14.35        |
| 9      | Manon Trapp       | Frankrijk           | 14.37        |
| 10     | Flavie Renouard   | Frankrijk           | 14.37        |
| ..     |                   |                     |              |
| 28     | Febe Triest       | België              | 15.07        |

| Plaats | Land                                                       | Punten           |
| ------ | ---------------------------------------------------------- | ---------------- |
|        | Verenigd Koninkrijk Izzy Fry Saskia Millard Amelia Samuels | 6 + 11 + 12 = 29 |
|        | Italië Nadia Battocletti Angela Mattevi Ludovica Cvalli    | 1 + 13 + 15 = 29 |
|        | Frankrijk Manon Trapp Flavie Renouard Ana Egler            | 9 + 10 + 19 = 38 |